# Mariana Valadão (álbum)
Mariana Valadão é o álbum de estreia de Mariana Valadão, lançado em 2008, originalmente pelo selo Bello Group Internacional. O álbum traz sucessos de compositores internacionais, cantados em português, e foi gravado no estúdio do Diante do Trono, em Belo Horizonte, pelo produtor Ruben di Souza. As versões foram feitas por Ana Paula Valadão e Maurício Fragale. 
O projeto conta com participações especiais de Ana Paula Valadão e André Valadão, irmãos de Mariana, e de Felippe Valadão, esposo de Mariana.

## Faixas
1. "Eu Escolho Te Louvar" (Choose a Hallelujah)
2. "Tão Perto de Mim" (So Near)
3. "Hosana" (Hosanna)
4. "Eu Amo a Tua Presença" (I Love Your Presence)
5. "Jesus, me Encontre" (Jesus Meet Me)
6. "Tu és Tremendo, Deus" (Indescribable) — Part. Ana Paula Valadão
7. "Glorioso Deus" (Great and Glorious)
8. "Seja Tudo em Mim" (Everything) — Part. Felippe Valadão
9. "Adoração Extravagante" (Extravagant Worship)
10. "Tão Lindo" (Beautiful One) — Part. André Valadão

## Faixas excluídas
O álbum, originalmente, continha doze faixas, mas devido a problemas de direitos autorais, duas delas foram retiradas: Faminto [Hungry (Falling On My Knees)] e Quebrantado Docemente (Sweetly Broken). Algumas tiragens do disco contem as letras das duas músicas impressas no encarte. Faminto chegou a vazar na internet, e foi compartilhada em diversos sites. Mariana nunca regravou as músicas novamente e nem as cantou em seus shows.

## Ficha Técnica
- Produtor Executivo: Lester E. Bello
- Produção Musical: Ruben di Souza
- Voz: Mariana Valadão
- Convidados: Ana Paula Valadão, André Valadão e Felippe Valadão
- Bateria: Paul Evans
- Guitarras e Violões: Dan Wheeler
- Teclados, Pianos e Hammond: Mark Edwards
- Programações: Steve Cowley, Bobby Spread
- Produções de Bases: Paul Burton
- Gravações de Bases: Paul Burton no g2studios
- Mixagem: Estúdio Nossosom por Ruben di Souza
- Masterizado por: Cesar Santos
- Gravação de Voz: Estúdio Diante do Trono
- Engenheiro de Gravação: André Espíndola
- Assistente de Gravação: Daniel Sena
- Versões: Ana Paula Valadão e Maurício Fragale
- Design: Rafael Duarte e Ronald Machado
- Fotos: Rodrigo Bressane